# Binnenstaat

Binnenstaten in de wereld

Een binnenstaat of kustloos land is een geheel door land omgeven onafhankelijk land dat volledig door het vasteland van andere landen wordt omgeven. Het heeft daardoor geen directe toegang tot de open zee maar is daarvoor afhankelijk van andere landen. In 2012 bestonden er 44 binnenstaten.
Er zijn ook staten die aan een binnenzee liggen en alleen met de oceanen verbonden zijn door middel van een zeestraat. Dit is bijvoorbeeld zo voor landen aan de Oostzee, de Middellandse Zee en de Zwarte Zee. Een of twee andere landen hebben hierbij de controle over de toegang tot deze zeeën. De aan binnenzeeën gelegen landen zijn weliswaar geen binnenstaten, maar zijn voor doorgang wel afhankelijk van de landen die controle hebben over deze zeestraten.
Een eilandstaat is het tegengestelde van een binnenstaat en wordt volledig door water omgeven.

## Geschiedenis en belang
Historisch gezien waren binnenstaten op meerdere gebieden benadeelde landen. Deze landen waren van de zee afgesloten, zodat men geen toegang had tot hulpbronnen zoals visserij. Vaak zijn kustregio's welvarender en dichter bevolkt dan in het binnenland gelegen streken.
Landen hebben daarom meerdere pogingen ondernomen om te voorkomen dat men door land werd ingesloten:
- De Association Internationale du Congo, die de huidige Democratische Republiek Congo bezat, verkreeg op de Koloniale Conferentie van Berlijn in 1885 een smal stuk voormalig Angolees grondgebied om de kolonie met de zee te verbinden.
- De Republiek Ragusa gaf in 1699 de kustplaats Neum aan het Ottomaanse Rijk, omdat ze geen landgrens wilde hebben met de Republiek Venetië. Deze kleine gemeente werd uiteindelijk geërfd door Bosnië-Herzegovina, en zorgt er voor dat dat land een beperkte toegang heeft tot de Adriatische Zee en dat de Adriatische kust van Kroatië in tweeën wordt verdeeld en men tweemaal de grens moet oversteken om vanuit Kroatië naar Dubrovnik te komen. In 2022 is er een brug gebouwd tussen deze twee gebieden en kan men zonder de grens hoeven over te steken naar het andere deel gaan.
- De 19e- en 20e-eeuwse gebiedsuitbreidingen van Servië waren grotendeels ingegeven door de wens toegang te krijgen tot de Adriatische Zee. Om deze reden probeerde in de jaren '90 en '00 het krimpende Joegoslavië de controle over Bosnië en nadien Montenegro te behouden. Sinds 2006 is Joegoslavië opgeheven en bestaat Servië als binnenstaat.
- Na de Eerste Wereldoorlog verkreeg Polen de Poolse Corridor, om hierdoor toegang tot de Oostzee te verkrijgen. Het land kreeg hierdoor een karakteristieke vorm.
- De Donau is een internationale waterweg, zodat de binnenstaten Oostenrijk, Hongarije, Servië en Slowakije, met zo min mogelijk belemmeringen toegang kunnen hebben tot de Zwarte Zee.
- Hetzelfde geldt voor de Rijn, waar de Akte van Mannheim toegang tot de Noordzee regelt.

Landen verliezen ook soms de toegang tot de zee, wat vaak niet zonder gevolgen is:
- Het ontstaan van de nieuwe landen Eritrea (in 1993) en Montenegro (in 2006) heeft ervoor gezorgd dat respectievelijk Ethiopië en Servië binnenstaten zijn geworden.
- Bolivia verloor zijn kust aan Chili tijdens de Salpeteroorlog tussen 1879 en 1884. De Boliviaanse marine ligt sindsdien in het Titicacameer voor het geval Bolivia weer toegang krijgt tot de zee.
- Oostenrijk en Hongarije hebben hun toegang tot de zee verloren als gevolg van het Verdrag van Trianon in 1920. Voor deze tijd fungeerde de Kroatische havenstad Rijeka in de perioden 1779-1813, 1822-1848 en 1868-1918 als enige Hongaarse internationale haven. Weliswaar had Kroatië een constitutionele autonomie binnen Hongarije, maar Rijeka stond hier los van en werd direct vanuit Boedapest bestuurd door een aangewezen gouverneur.
- Toen de Geallieerden het voormalige Ottomaanse Rijk tijdens de Vrede van Sèvres tegen het einde van de Eerste Wereldoorlog opdeelden, werd Armenië een deel van de vilayet Trebizond beloofd, waardoor Armenië toegang tot de Zwarte Zee zou krijgen. Het Verdrag van Sèvres werd echter niet uitgevoerd als gevolg van de Turkse Onafhankelijkheidsoorlog en werd vervangen door de Vrede van Lausanne, waarin het gebied aan Turkije toegewezen werd. Na het uiteenvallen van de Sovjet-Unie werd de Sovjetrepubliek Armenië weliswaar onafhankelijk, maar is een binnenstaat.

Het VN-Zeerechtverdrag geeft binnenstaten sinds 1994 het recht van doorgang van en naar de zee, zonder dat het vervoer door doorgangslanden belast wordt. De Verenigde Naties heeft een actieplan om de door land omgeven ontwikkelingslanden te ondersteunen en de huidige verantwoordelijke onder-secretaris-generaal is Anwarul Karim Chowdhury.
Sommige landen hebben weliswaar een lange kustlijn, maar veel hiervan is niet direct goed bruikbaar voor handel. Rusland bijvoorbeeld had tijdens zijn vroege geschiedenis alleen havens aan de Noordelijke IJszee, die echter voor het grootste deel van het jaar niet ijsvrij waren. Het toegang verkrijgen tot een havenstad met warmer zeewater was een belangrijke stimulans voor de Russische expansie richting de Oostzee, Zwarte Zee en de Grote Oceaan.
Enkele landen hebben kustlijnen aan afgesloten binnenzeeën, zoals de Kaspische Zee. Aangezien deze zeeën soms als meren worden gezien, en omdat ze geen mogelijkheid geven tot de internationale zeehandel, worden landen zoals Kazachstan als binnenstaten beschouwd. De Kaspische Zee heeft echter wel een waterverbinding door middel van het Wolga-Donkanaal met de Zwarte Zee en dus met de oceaan.

## Lijst van binnenstaten
- Afghanistan
- Andorra
- Armenië
- Azerbeidzjan[2]
- Bhutan
- Bolivia
- Botswana
- Burkina Faso
- Burundi
- Centraal-Afrikaanse Republiek
- Ethiopië
- Hongarije
- Kazachstan[3]
- Kirgizië
- Kosovo
- Laos
- Lesotho
- Liechtenstein
- Luxemburg
- Malawi
- Mali
- Moldavië
- Mongolië
- Nepal
- Niger
- Noord-Macedonië
- Oeganda
- Oezbekistan[3]
- Oostenrijk
- Paraguay
- Rwanda
- San Marino
- Servië
- Slowakije
- Swaziland
- Tadzjikistan
- Tsjaad
- Tsjechië
- Turkmenistan[2]
- Vaticaanstad
- Wit-Rusland
- Zambia
- Zimbabwe
- Zuid-Soedan
- Zwitserland

De meeste binnenstaten kunnen gegroepeerd worden onder de volgende blokken van aaneengesloten landen:
- Centraal-Aziatische binnenstaten (6): Afghanistan, Kazachstan, Kirgizië, Tadzjikistan, Turkmenistan en Oezbekistan.
- Centraal-Europese binnenstaten (8 of 9): Hongarije, Liechtenstein, Kosovo, Servië, Noord-Macedonië, Oostenrijk, Slowakije, Tsjechië en Zwitserland
- Centraal-Afrikaanse en Oost-Afrikaanse binnenstaten (10): Burkina Faso, Burundi, Centraal-Afrikaanse Republiek, Ethiopië, Mali, Niger, Oeganda, Rwanda, Tsjaad en Zuid-Soedan
- Zuidelijk Afrikaanse binnenstaten (4): Botswana, Malawi, Zambia en Zimbabwe
- Kaukasische binnenstaten (2): Armenië en Azerbeidzjan
- Zuid-Amerikaanse binnenstaten (2): Bolivia en Paraguay

Daarnaast zijn er de volgende binnenstaten die aan geen enkele andere binnenstaat grenzen:
- Afrika: Lesotho en Swaziland
- Azië: Bhutan, Laos, Mongolië en Nepal
- Europa: Andorra, Luxemburg, Moldavië, San Marino, Vaticaanstad en Wit-Rusland

Dit zijn vooral in Europa kleine landen of ministaten, die zeer intensieve contacten met de buurlanden hebben. De vrije doorgang van goederen en personen zorgt ervoor dat er dus eigenlijk wel verbinding met de zee is.
Wanneer Armenië en Azerbeidzjan tot Europa worden gerekend, heeft dat werelddeel met zestien landen de meeste binnenstaten. Als hier Kazachstan bij wordt gerekend, zijn dat er zeventien. Worden deze drie landen tot Azië gerekend, dan heeft Afrika met vijftien landen de meeste binnenstaten. Azië heeft tussen de negen en twaalf binnenstaten (afhankelijk van bovenstaande drie landen) en Zuid-Amerika heeft maar twee binnenstaten. Noord-Amerika en Oceanië hebben geen binnenstaten. Oceanië heeft zelfs vrijwel geen landgrenzen.

### Binnenstaten omgeven door binnenstaten
Er zijn twee binnenstaten die weer door andere binnenstaten worden omgeven. Een inwoner van zo'n land moet dus twee grenzen oversteken alvorens bij de kustlijn van een open zee te kunnen komen. Dit zijn:
- Liechtenstein in Centraal-Europa
- Oezbekistan in Centraal-Azië

Oezbekistan is een binnenstaat omgeven door binnenstaten sinds het uiteenvallen van de Sovjet-Unie in 1991. Het land heeft grenzen met Turkmenistan en Kazachstan. De beide landen zijn volledig door land omgeven, maar grenzen wel aan de zout water hebbende Kaspische Zee.
Liechtenstein werd een binnenstaat omgeven door binnenstaten na het uiteenvallen van Oostenrijk-Hongarije in 1918, maar was dit niet van 1938 tot 1945 toen Oostenrijk door nazi-Duitsland was geannexeerd.